# Benedetto Gennari
Benedetto Gennari, född 1563 i Cento nära Bologna, och dog i samma stad 1610, var en italiensk målare under barocken. Elev till Guercino.